# U.S. Route 412
U.S Route 412 (också kallad U.S. Highway 412 eller med förkortningen US 412) är en amerikansk landsväg i USA som går mellan Springer i New Mexico och Columbia i Tennessee.